# 上汐
上汐（うえしお）は、大阪府大阪市中央区および天王寺区の町名。現行行政地名は上汐一丁目から上汐六丁目。上汐一丁目および上汐二丁目が中央区、上汐三丁目から上汐六丁目が天王寺区に属する。区によって町名が分断されている大阪市の町としては、他に日本橋（1・2丁目が中央区、3～5丁目が浪速区）・万代（1丁目が阿倍野区、2～6丁目が住吉区）がある。

## 地理
大阪市中央区の南部、天王寺区の北西部に位置する。
東西を横切る千日前通を境に、北側の上汐一丁目から二丁目が中央区、南側の三丁目から六丁目が天王寺区に属する。
北は中央区上本町西・谷町七丁目、東は中央区東平・天王寺区上本町、西は中央区谷町八丁目および九丁目・天王寺区生玉前町・天王寺区六万体町、南は天王寺区四天王寺にそれぞれ接する。

## 歴史
菅原道真が大宰府左遷の際に当地で「汐待」をした故事にかけて「汐町」と称し、船場の塩町（現在の中央区南船場）との混同を避けるため上町の「上」を冠している。
もとは東成郡北平野町村・南平野町村の各一部で、両村を上汐町筋と野堂町筋の2本の道路が縦断していた。
現在も中央区側では上汐町筋沿いが上汐1 - 2丁目、野堂町筋沿いが東平1 - 2丁目となっているが、天王寺区側は野堂町筋が上汐3 - 6丁目と上本町6 - 9丁目の境界線となっている。

### 沿革
- 1889年4月1日 町村制の施行により、東成郡東高津村・北平野町村・南平野町村が合併して東平野町が発足。
- 1897年4月1日 東平野町が大阪市へ編入され、東区に所属。
- 1900年 東平野大字北平野・南平野に東平野町1 - 10丁目の町名が成立。
- 1926年 東平野町1 - 10丁目の西側（上汐町筋沿い）を上汐町1 - 6丁目に改称。同時に東平野町の残余（東側）も1 -6丁目に再編。
- 1943年4月1日 上汐町・東平野町の各3丁目の千日前通以北が南区へ、同以南が天王寺区へ転属。
- 1981年 天王寺区側が上汐3 - 6丁目の現行町名に改称。
- 1982年 南区側が上汐1 - 2丁目・東平1 -2丁目の現行町名に改称。
- 1989年 東区と南区の合区により、上汐1 - 2丁目・東平1 -2丁目が中央区へ転属。

## 世帯数と人口
2019年（平成31年）3月31日現在の世帯数と人口は以下の通りである。
| 区       | 丁目        | 世帯数    | 人口    |
| -------- | ----------- | --------- | ------- |
| 中央区   | 上汐一丁目  | 507世帯   | 891人   |
| 中央区   | 上汐二丁目  | 554世帯   | 838人   |
| 中央区   | 中央区 計   | 1,061世帯 | 1,729人 |
|          |             |           |         |
| 天王寺区 | 上汐三丁目  | 844世帯   | 1,425人 |
| 天王寺区 | 上汐四丁目  | 410世帯   | 772人   |
| 天王寺区 | 上汐五丁目  | 529世帯   | 1,084人 |
| 天王寺区 | 上汐六丁目  | 246世帯   | 491人   |
| 天王寺区 | 天王寺区 計 | 2,029世帯 | 3,772人 |
|          |             |           |         |
| 計       | 計          | 3,090世帯 | 5,501人 |

### 人口の変遷
国勢調査による人口の推移。
中央区
| 1995年（平成7年）  | 928人   | [ 7 ]  |  |
| 2000年（平成12年） | 1,003人 | [ 8 ]  |  |
| 2005年（平成17年） | 1,069人 | [ 9 ]  |  |
| 2010年（平成22年） | 1,033人 | [ 10 ] |  |
| 2015年（平成27年） | 1,362人 | [ 11 ] |  |

天王寺区
| 1995年（平成7年）  | 1,825人 | [ 7 ]  |  |
| 2000年（平成12年） | 1,792人 | [ 8 ]  |  |
| 2005年（平成17年） | 2,355人 | [ 9 ]  |  |
| 2010年（平成22年） | 3,229人 | [ 10 ] |  |
| 2015年（平成27年） | 3,581人 | [ 11 ] |  |

### 世帯数の変遷
国勢調査による世帯数の推移。
中央区
| 1995年（平成7年）  | 450世帯 | [ 7 ]  |  |
| 2000年（平成12年） | 540世帯 | [ 8 ]  |  |
| 2005年（平成17年） | 650世帯 | [ 9 ]  |  |
| 2010年（平成22年） | 618世帯 | [ 10 ] |  |
| 2015年（平成27年） | 860世帯 | [ 11 ] |  |

天王寺区
| 1995年（平成7年）  | 836世帯   | [ 7 ]  |  |
| 2000年（平成12年） | 902世帯   | [ 8 ]  |  |
| 2005年（平成17年） | 1,265世帯 | [ 9 ]  |  |
| 2010年（平成22年） | 1,726世帯 | [ 10 ] |  |
| 2015年（平成27年） | 1,877世帯 | [ 11 ] |  |

## 事業所
2016年（平成28年）現在の経済センサス調査による事業所数と従業員数は以下の通りである。
| 区          | 丁目        | 事業所数  | 従業員数 |
| ----------- | ----------- | --------- | -------- |
| 中央区      | 上汐一丁目  | 27事業所  | 219人    |
| 中央区      | 上汐二丁目  | 128事業所 | 745人    |
| 中央区 計   | 中央区 計   | 155事業所 | 964人    |
|             |             |           |          |
| 天王寺区    | 上汐三丁目  | 148事業所 | 1,015人  |
| 天王寺区    | 上汐四丁目  | 30事業所  | 400人    |
| 天王寺区    | 上汐五丁目  | 51事業所  | 552人    |
| 天王寺区    | 上汐六丁目  | 49事業所  | 500人    |
| 天王寺区 計 | 天王寺区 計 | 278事業所 | 2,467人  |
|             |             |           |          |
| 計          | 計          | 433事業所 | 3,431人  |

## 施設

### 公共施設
- 天王寺郵便局
- クレオ大阪中央
- 大阪府立夕陽丘高等職業技術専門校

### 公園
- 上汐公園
- 上汐北公園

### 社寺
- 一心院
- 光照寺

### 企業
- ホルベイン工業
- 村本建設
- ホルベイン画材

## 交通

### 鉄道
- 谷町九丁目駅 Osaka Metro 谷町線・千日前線
- 大阪上本町駅 近畿日本鉄道

### 道路
主要地方道
- 大阪府道702号大阪枚岡奈良線（千日前通）

## 出身者
- 織田作之助 - 小説家
- 山本利三郎 - 鉄道技術者

## その他

### 日本郵便
- 集配担当する郵便局と郵便番号は以下の通りである[13]。

| 区       | 町丁               | 郵便番号 | 郵便局       |
| -------- | ------------------ | -------- | ------------ |
| 中央区   | 上汐一丁目〜二丁目 | 542-0064 | 大阪南郵便局 |
| 天王寺区 | 上汐三丁目〜六丁目 | 543-0002 | 天王寺郵便局 |